# Ken Beamish
Ken Beamish, all'anagrafe Kenneth George Beamington (Bebington, 25 maggio 1952) è un allenatore di calcio ed ex calciatore inglese, di ruolo attaccante.

## Carriera

### Giocatore
Beamish esordisce tra i professionisti nella stagione 1965-1966, giocando una partita nella quarta divisione inglese con il Tranmere; disputa poi un ulteriore incontro di campionato nella stagione successiva, che il club conclude conquistando la promozione in terza divisione; l'attaccante gioca poi in tale categoria fino al marzo del 1972, per un totale di 176 presenze e 49 reti. Conclude quindi la stagione 1971-1972 segnando 6 reti in 14 presenze in terza divisione con il Brighton, con cui conquista una promozione in seconda divisione: tra il 1972 ed il 1974 subisce poi due retrocessioni consecutive (dalla seconda alla quarta divisione) con i Seagulls, con cui comunque gioca da titolare segnando con buona regolarità (38 presenze e 9 reti in seconda divisione nella stagione 1972-1973 e 44 presenze e 12 reti in terza divisione nella stagione 1973-1974).
Nell'estate del 1974 viene ceduto per 25000 sterline al Blackburn, club di terza divisione, con cui vince la Third Division 1974-1975 segnandovi 12 reti in 43 presenze; rimane ai Rovers anche nella stagione 1975-1976, nella quale mette a segno 7 reti in 37 presenze in seconda divisione, e nella prima parte della stagione 1976-1977, nella quale dopo ulteriori 6 presenze senza reti in questa categoria scende nuovamente in terza divisione, al Port Vale, con cui segna 12 gol in 37 presenze, seguiti da 13 gol in 42 presenze nella stagione 1977-1978, conclusasi con una retrocessione in quarta divisione, categoria nella quale durante le prime settimane della stagione 1978-1979 segna poi 4 reti in 6 presenze, prima di trasferirsi a stagione iniziata al Bury, con cui nel resto dell'annata mette a segno 16r eti in 35 presenze nel campionato di terza divisione. L'anno seguente segna poi altri 4 gol in 14 partite prima di far ritorno a stagione in corso al Tranmere, con cui rimane per una stagione e mezzo segnando ulteriori 15 gol in 59 presenze in quarta divisione (ed arrivando così ad un totale di 278 presenze e 81 reti tra tutte le competizioni ufficiali con i Rovers). Si ritira infine nel 1982, all'età di 30 anni, dopo un'ultima stagione trascorsa come riserva allo Swindon Town (2 sole presenze in terza divisione).
In carriera ha totalizzato complessivamente 555 presenze e 159 reti nei campionati della Football League.

### Allenatore
Terminata la carriera da giocatore rimane allo Swindon Town come vice allenatore di John Trollope, in quarta divisione (i Robins erano infatti retrocessi nell'ultima stagione di Beamish da giocatore); nell'aprile del 1983 sostituisce quest'ultimo, restando in carica fino al termine della stagione 1983-1984 per un totale di 68 partite ufficiali alla guida del club del Wiltshire, con un bilancio di 26 vittorie, 17 pareggi e 25 sconfitte. Dopo essere stato esonerato non ha più allenato, anche se è rimasto nel mondo del calcio lavorando dal 1986 fino al 2012 al Blackburn con un ruolo dirigenziale minore.

## Palmarès

### Giocatore

#### Competizioni nazionali
- Third Division: 1

Blackburn: 1974-1975